# Pierre Guilleaume Fréderic Le Play

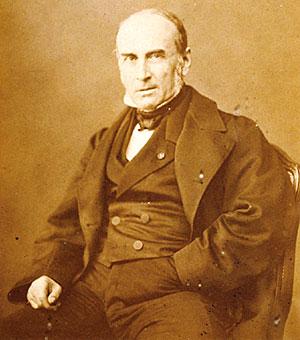
Frédéric Le Play (undatiert)

Pierre Guilleaume Fréderic Le Play, genannt Frédéric Le Play, (* 11. April 1806 in La Rivière-Saint-Sauveur, Département Calvados; † 5. April 1882 in Paris) war Ingenieur, Geologe, Ökonom, Soziologe und Sozialreformer. Le Play gilt als bedeutender französischer Sozialtheoretiker des 19. Jahrhunderts. Nach ihm ist eine Bewegung benannt, die vor dem Ersten Weltkrieg mehrere hundert Personen mit leitender Stellung (die leplaysiens) in der École de Le Play vereinte.

## Biographie
Le Play zog nach dem frühen Tod des Vaters, eines Zollbeamten, im Alter von fünf Jahren zur Familie eines Onkels nach Paris. In der bürgerlichen Umgebung wurde er von Freunden des Hauses mit den Themen Literatur, Politik und Philosophie bekannt gemacht. Nach dem Tod des Onkels kehrte er 1815 zu seiner Mutter in die bescheidenen, ländlich-konservativ geprägten Verhältnisse der Normandie zurück. 1818 bis 1822 besuchte er ein Collège in Le Havre, das er mit dem Baccalauréat abschloss. Nach zweijähriger Tätigkeit bei einem Ingenieur beschloss er, ebenfalls diesen Beruf zu ergreifen und besuchte von 1825 bis 1827 die École polytechnique und anschließend bis 1829 die École royale des Mines in Paris. Ab 1830 arbeitete er an deren Labor.
Mit seinem philosophischen Lehrer Jean Reynaud begab er sich, überwiegend zu Fuß, 1829 auf eine erste Reise in die deutschen Rheinprovinzen, nach Hannover, Braunschweig, Preußen und Belgien. Er studierte dabei das Minenwesen, zunächst im Harz (Clausthal), und die damit zusammenhängenden sozialen Verhältnisse und Bräuche.

„Im Angesicht des Blutbads der Juli-Revolution widmete ich mein Leben der Wiederherstellung des sozialen Friedens in meinem Land. Ich habe diesen Eid nie vergessen, und ich biete der Öffentlichkeit nun Studien an, die ich vor einem halben Jahrhundert in Niedersachsen und in den Bergen des Harzes begonnen habe.“

1832 wurde er Herausgeber der „Annales des mines“ und ab 1834 gab er als deren Kommissionssekretär die „Statistique de l’industrie minérale“ heraus. 1840 wurde er Professor der Metallurgie an einer Bergbauschule. Er war jährlich sechs Monate auf Reisen, studierte das in- und ausländische Bergbauwesen und die verbundenen Probleme des Handels, der Arbeiter, Grubenbesitzer und Bauern. Nach der französischen Julirevolution von 1830 bewegten ihn vor allem die Frage des sozialen Friedens sowie die Aufgabe, saint-simonistische Auffassungen über die Industriegesellschaft empirisch zu überprüfen und gegebenenfalls faktengestützt widerlegen zu können.
Seine erste Forschungsreise überzeugte ihn von der Wichtigkeit der Primärerhebung von Daten über soziale Verhältnisse. Der Sozialstatistik, die ihre abstrakten Datenbestände aus administrativen Quellen schöpfte, misstraute Le Play, was ihn von Zeitgenossen wie etwa Adolphe Quételet unterschied. Teils wohl durch den Einfluss der katholischen Soziallehre, teils aber auch durch seine genauen Beobachtungen und Fallstudien über die ökonomischen Verhältnisse im Arbeitermilieu, kam Le Play zum Schluss, dass die Erhebungseinheit nicht das Individuum, sondern die Familie sein sollte. In diesem Sinne führte er seine späteren europaweiten Studien dann durch.
1833 besuchte er Spanien, 1835 und 1846 erneut Belgien, 1836 und 1842 Großbritannien, 1837 und 1844 Russland, 1845 Dänemark, Schweden und Norwegen, 1844 und 1845 wieder Deutschland, 1846 Österreich, Ungarn und Norditalien. Die Revolutionen von 1848/1849 bestätigten Le Play in seinem Forscherdrang, er bereiste im Folgenden die revolutionäre Schweiz, das Osmanische Reich, erneut Großbritannien (1851), Deutschland und Österreich (1853). Auch nach Russland führten ihn seine Untersuchungen wieder, nun beriet er den Zaren Nikolaus I. in der Sache des Bergbaus und zur Frage möglicher Sozialreformen. Le Play stand in Kontakt mit französischen Politikern und Theoretikern wie Alexis de Tocqueville, Alphonse de Lamartine, Adolphe Thiers, Sadi Carnot und Louis Blanc. Er war als Politikberater unter Napoléon III. 1855 entfaltete Le Play in seinem Hauptwerk „Ouvriers européens“ am Beispiel der monographischen Darstellung von 36 Arbeiterfamilien seine Vorstellungen von einer idealen Gesellschaftsordnung und den dazu notwendigen sozialen Reformen. Methodisch entwickelte Le Play hier frühzeitig eine Form der „teilnehmenden Beobachtung“.
1855 wurde Le Play auch aufgrund des Erfolges der Pariser Weltausstellung, deren Generalkommissar er gewesen war, zum Staatsrat berufen. Ein Jahr darauf gab er seinen Lehrstuhl auf, um sich ganz seinen Studien und dem Projekt der Sozialreform zu widmen. 1856 gründete er die „Societé internationale des hautes études d’économie sociale“, deren Generalsekretär er bis zu seinem Tod war. Die Gesellschaft gab zum einen Monographien heraus, zum anderen griff sie in die Diskussionen um sozial relevante Themen wie Lehrlingsausbildung oder Frauenarbeit ein. 1858 bis 1859 entstand eine Studie über das Verhältnis zwischen Arbeitern und Unternehmern. 1857 bis 1862 befasste sich eine seiner Studien mit den Großbäckereien. Le Play vertrat in seinen Werken auch das Ideal einer paternalistischen Gesellschaft: Die Kleinfamilie erschien ihm als problematisches Zerfallsprodukt der patriarchalischen Stammfamilie. Ähnlich wie der Hausvater hätte außerdem der Arbeitgeber für die Wohlfahrt seiner Arbeiter Sorge zu tragen; staatliche Intervention lehnte Le Play eher ab, das englische Modell der subsidiären Selbstorganisation entsprach mehr seinem Ideal.
1862 leitet er wieder die französische Abteilung der Weltausstellung in London, 1867 als Generalkommissar die französische Präsentation der Weltausstellung von Paris. 1867 wurde er in den Senat des Zweiten Kaiserreichs berufen. Mit dem Ende dieses Second Empire endete seine politische Karriere. Durch den Zusammenbruch im Deutsch-Französischen Krieg 1870/71 und die direkt darauf folgenden Ereignisse der Pariser Kommune schienen ihm seine Warnungen bestätigt, sein Einfluss in konservativen Kreisen wuchs. Um diesen Einfluss zu fördern, engagierte er sich ab 1872 für die Verbreitung lokaler Studienvereine der Union de la paix sociale. 1876 gründete er die sozialwissenschaftliche Studieneinrichtung École des voyages. 1881 gründete er die Zeitschrift „La réforme sociale“ (Vorläufer der „Etudes sociales“). Lange Jahre seines Lebens war er mit der Bekämpfung der von Napoléon Bonaparte eingeführten Erbteilung befasst, allerdings ohne Erfolg.
Bekannte leplaysiens der ersten Generation waren Adolphe Jean Focillon (1823–1890), Émile Cheysson (1836–1910), Claudio Jannet (1844–1894), der katholische Geistliche H. de Tourville (1832–1903), Edmond Demolins (1852–1907) und Paul de Rousiers (1857–1934). Die Bewegung spaltete sich in zwei Gruppen, eine Mehrheit führte die bestehenden Institutionen und Publikationen fort. Neuzugänge dieser Gruppe waren U. Guérin (1849–1911) und Pierre du Maroussem (1862–1937). Demolins, de Rousiers und de Tourville hingegen gründeten 1886 La Sience sociale. Neuzugänge dieser Abspaltung waren P. Bureau (1856–1923), der Kanadier Léon Gérin (1863–1951), P. Roux (1876–1949) und der Belgier P. Deschamps (1873–1946). Le Play hatte erheblichen Einfluss auf die französische Sozialforschung und Sozialtheorie. Der Historiker Hippolyte Taine lobte seine Arbeiten, einige nordamerikanische Sozialstatistiker griffen sie auf, ferner hat der Soziologe Pitirim Sorokin an Le Play erinnert. Emmanuel Todd leitet sein System der Bezugnahme von politischen und religiösen Ideen mit Systemen der Verwandtschaft aus Le Plays Studien ab.

## Zitat

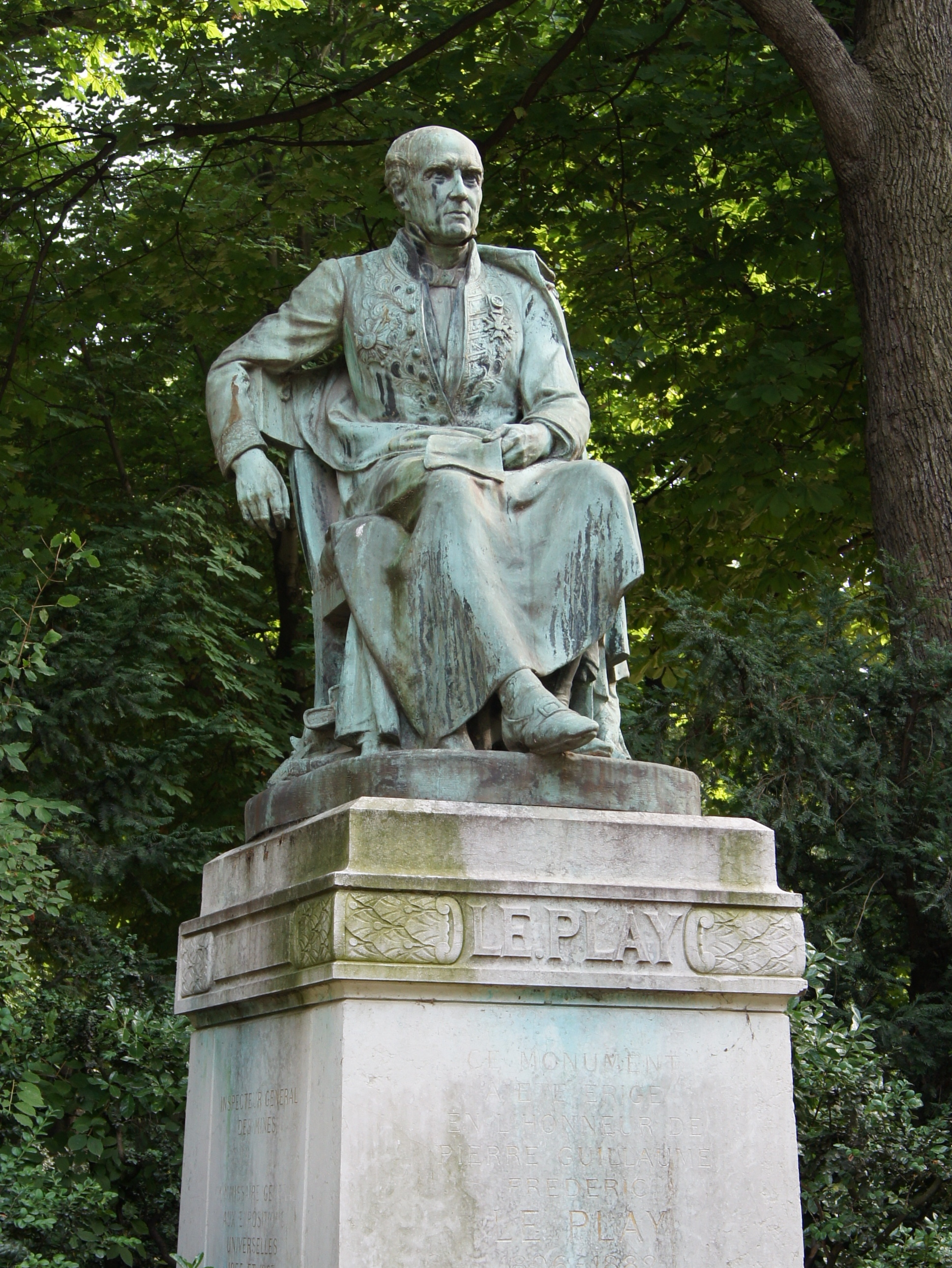
Frédéric Le Play im Jardin du Luxembourg in Paris

„Noch weniger glücklich sind die Statistiker bei solchen Untersuchungen gewesen, die sich speziell auf die innere Natur des Menschen beziehen, auf die Einschätzung der sozialen Verhältnisse, auf den Vergleich der moralischen und intellektuellen Eigenschaften und, allgemeiner, auf die Elemente, die man betrachten muß, wenn man die Lage der arbeitenden Bevölkerung ermitteln will. Die Ursachen dieser Unfähigkeit sind klar: Die offiziellen Resultate, die sich auf die Gesamtheit eines Landes erstrecken, beziehen sich auf gewisse Punkte, welche die Staatsgewalt als solche interessieren, abstrahieren aber von allen Punkten, die diese Frage nur berühren; sie rechnen weder mit der besonderen Natur des Individuums, noch mit dem Milieu, in dem es lebt; die offiziellen Angaben vernachlässigen also die wesentlichen Tatsachen, die die Wissenschaft beachten muß, wenn es auf Schlussfolgerungen ankommt, die die Einzelexistenzen oder die verschiedenen Kategorien betreffen…zusammengefasst, die Methode der Statistiker ist nicht die der Beobachtung direkter Tatsachen; sie ist die der mehr oder weniger plausiblen Zusammenfassung und Interpretation von Tatsachen, die aus unterschiedlichen Blickwinkeln zusammengestellt wurden, von denen die meisten mit wissenschaftlichen Interessen nichts zu tun haben.“

## Le Play und die Geologie
1837 begleitete Frédéric Le Play den Grafen Anatole Demidoff di San Donato auf einer Reise durch das südliche Russland und die Krim. Im 4. Band der „Voyage dans la Russie méridionale et la Crimée“, herausgegeben von Demidoff, publizierte Le Play eine Arbeit zur Geologie des Kaukasus-Vorlandes. In ihr führte der den Namen Pontium ein, der auch heute noch als regionale, chronostratigraphische Stufe des Oberen Miozäns (Neogen) im zentralen Paratethys-Bereich verwendet wird. Es blieb seine einzige größere Arbeit im Bereich der Geologie.

## Ehrungen
- Im Jahr 1856 wurde er zum Mitglied der Leopoldina gewählt.[3]